# Ederen
Ederen ist ein Stadtteil von Linnich im Kreis Düren, Nordrhein-Westfalen.

## Geschichte
Ederen muss schon zu Zeiten der Römer besiedelt gewesen sein, worauf die Funde von vier Römerköpfen aus Sandstein und eines Grabes aus dem 3. Jahrhundert schließen lassen.
Die erste urkundliche Erwähnung Ederens datiert aus dem Jahre 1139, wo Ritter Christian von Ederen (Ethdern) im Gefolge des Kölner Erzbischofs Arnold I. aufgeführt wird. Die Ritter von Ederen sind bis zu Beginn des 15. Jahrhunderts nachgewiesen.
Zur Zeit des Herzogtums Jülich gehörte Ederen zum Amt Aldenhoven. 1798 kam der Ort zum Département de la Roer und damit zum Kanton Linnich.
Am 1. Juli 1969 schlossen sich die Gemeinden des Amtes Linnich, zu dem Ederen seit 1946 gehörte, zur Stadt Linnich zusammen. Im Zuge des zweiten Neugliederungsprogramms in NRW, der Neuordnung des Aachener Raums, kam noch Floßdorf hinzu.

## Pfarre, Kirche
Erstmals wird die Pfarre Ederen 1676 erwähnt. In früheren Zeiten gehörte Ederen kirchlich zu Freialdenhoven, danach kam die Pfarre zum Dekanat Jülich, von 1827 bis 1957 zum Dekanat Aldenhoven und seitdem zum Dekanat Linnich.
Bereits um 1300 soll eine Kapelle vorhanden gewesen sein. 1770 wurde die Pfarrkirche erbaut, die im November 1944 während des Zweiten Weltkriegs zerstört wurde.
Pfarrpatron ist der hl. Märtyrer Pankratius. Als zweiter Pfarrpatron wird der hl. Willibrord verehrt.

## Willibrordus-Brunnen
In einer Senke entspringt die Quelle des Willibrordus-Brunnens, der noch bis 1925 als Trinkwasserquelle genutzt wurde. Der Brunnen speist einen Bach, der oberhalb von Welz in den Merzbach mündet. Den Namen erhält der Bach vom Friedensapostel Willibrord, der nach einer Sage in Ederen gepredigt und getauft haben soll. 1898 errichteten die Bewohner des Ortes die „Willibrordus-Kapelle“.

## Verkehr

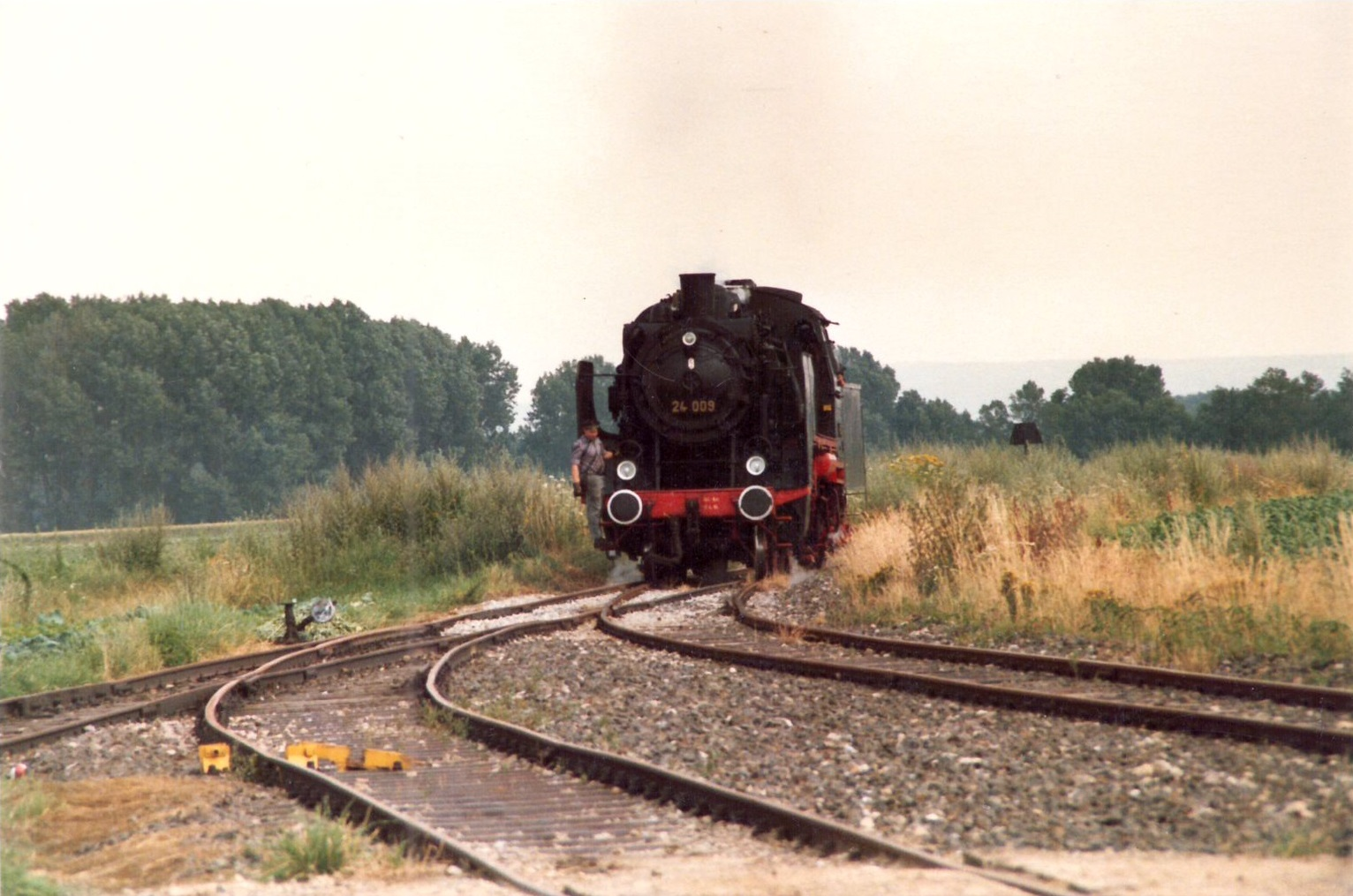
Bahnhof Ederen 1986, Blick in Richtung Jülich: Museums-Dampflok beim Rangieren um einen Sonderzug, rechts neben der Lok die Trapeztafel

Ab 1911 hatte die Jülicher Kreisbahn etwa 200 m vom südlichen Ortsrand entfernt an der Bahnstraße einen Bahnhof mit drei Gleisen für ihre Strecke von Jülich nach Puffendorf. Über die Jahre hinweg verkehrten im Mittel etwa fünf Personenzüge pro Tag und Richtung, bis der Personenverkehr 1971 eingestellt wurde. Gerade in den letzten Jahren endeten die meisten Züge von Jülich bereits in Ederen, und nur wenige befuhren das Reststück über die Kreisgrenze hinweg bis Puffendorf. Nach der Stilllegung übernahm die Deutsche Bundespost, später die Dürener Kreisbahn mit den Buslinien 278 und 281 den öffentlichen Personennahverkehr im Ort. Der Bahnhof wurde indes weiterhin für den Güterverkehr benutzt, welcher allerdings stark einbrach, als 1980 die Zuckerfabrik Jülich keine Rüben mehr per Bahn annahm. 1999 wurde auch der Güterverkehr eingestellt, wobei bis weit in die 1990er-Jahre immer wieder Transporte vom oder zum Schrotthändler Plum in Puffendorf verkehrten.
Seit dem 1. Januar 2020 erbringt der Rurtalbus in Ederen den Busverkehr auf den AVV-Linien 278, 279 und 281, teilweise auch als Rufbus beziehungsweise Anruf-Sammel-Taxi. An Schultagen verkehren zudem die Schulbuslinien 274, 277 und 289.
| Linie      | Verlauf |
| ---------- | --- |
| 274        | (Verstärkerfahrten) Barmen Haus Overbach – Aldenhoven / Jülich / Linnich / Titz |
| 277        | (Verstärkerfahrten) Schulen Linnich |
| 278        | Linnich-SIG Combibloc – Linnich Rathaus – Rurdorf – (Welz – Ederen – Freialdenhoven) / Merzenhausen – Aldenhoven Markt – Gesamtschule |
| 279        | (Jülich Schulzentrum – Krankenhaus –) Jülich Bf/ZOB – Jülich Neues Rathaus – Walramplatz – Neubourheim – Koslar – Barmen – Merzenhausen – Ederen – Welz – (Floßdorf ←) Rurdorf – Linnich Rathaus – Linnich-SIG Combibloc                                                  |
| 281        | Jülich Bf/ZOB – Jülich Neues Rathaus – Walramplatz – Neubourheim – Koslar – Barmen – Merzenhausen – Ederen – Freialdenhoven – Aldenhoven |
| 289        | (Verstärkerfahrten) Linnich – Gesamtschule Übach-Palenberg |
| RufBus 278 | Rufbus: Linnich-SIG Combibloc – Rurdorf – Welz – Ederen – Freialdenhoven – Aldenhoven (Sa tagsüber) |
| RufBus 279 | Rufbus: Jülich Bf/ZOB – Jülich Neues Rathaus – Walramplatz – Koslar – Barmen – Merzenhausen – Ederen – Welz – Rurdorf – Linnich-SIG Combibloc (Sa tagsüber) |
| AST        | AnrufSammelTaxi: Mo–Fr abends, Sa nachmittags/abends, So Jülich Bf/ZOB – Jülich Innenstadt – Koslar / Merzenhausen – Barmen – Floßdorf / Erzelbach / Boslar – Welz / Ederen / Rurdorf – Kofferen / Hottorf – Gereonsweiler – Gevenich / Kiffelberg – Glimbach – Körrenzig |

## Sonstiges
- Das Deutsche Rote Kreuz (DRK) betreibt im Ort den Kindergarten „Traumland Panama“.